# Buenache de Alarcón (kommun)
Buenache de Alarcón är en kommun i Spanien.   Den ligger i provinsen Provincia de Cuenca och regionen Kastilien-La Mancha, i den centrala delen av landet, 160 km sydost om huvudstaden Madrid. Antalet invånare är 612. Buenache de Alarcón ligger vid sjön Embalse de Alarcón.